# Perissandria parvula
Perissandria parvula là một loài bướm đêm trong họ Noctuidae.